# David Florence
Pour les articles homonymes, voir Florence (homonymie).
David Florence, né le 8 août 1982 à Aberdeen, est un céiste britannique.

## Palmarès

### Jeux olympiques
- Jeux olympiques de 2008 à Pékin,  Chine
  -  Médaille d'argent en C1
- Jeux olympiques de 2012 à Londres,  Royaume-Uni
  -  Médaille d'argent en C2
- Jeux olympiques de 2016 à Rio de Janeiro,  Brésil
  -  Médaille d'argent en C2

### Championnats du monde de canoë-kayak slalom
- 2009 à La Seu d'Urgell,  Espagne
  -  Médaille de bronze en relais 3xC2
- 2010 à Tacen,  Slovénie
  -  Médaille de bronze en C2
- 2013 à Prague,  Tchéquie
  -  Médaille d'or en C1
  -  Médaille d'or en C2

### Championnats d'Europe de canoë-kayak slalom
- 2009 à Nottingham,  Royaume-Uni
  -  Médaille d'argent en relais 3xC2
- 2010 à Čunovo,  Slovaquie
  -  Médaille de bronze en C2